# Iliupoli (stacja metra)
Iliupoli (gr: Ηλιούπολη) – stacja metra ateńskiego, na linii 2 (czerwonej). Została otwarta 26 lipca 2013. Nazwa stacji pochodzi od gminy Iliupoli, na której terenie się znajduje.